# Kaplica Narodzenia św. Jana Chrzciciela w Siderce
Kaplica pod wezwaniem Narodzenia św. Jana Chrzciciela – prawosławna kaplica filialna w Siderce. Należy do parafii Zmartwychwstania Pańskiego w Jacznie, w dekanacie Sokółka diecezji białostocko-gdańskiej Polskiego Autokefalicznego Kościoła Prawosławnego.
Kaplica znajduje się cmentarzu prawosławnym. Murowana, wzniesiona w 1971. W 2014 odremontowano elewację obiektu i wykonano zadaszenie nad schodami wejściowymi. W 2016 zakończono (trwający od poprzedniego roku) remont wnętrza oraz wstawiono nowy ikonostas (wykonany przez miejscowych parafian – Władysława i Adama Misiewiczów). Na budynku kaplicy umieszczono dwie kopuły. Po zakończeniu remontu kaplica została 25 września 2016 poświęcona przez arcybiskupa białostockiego i gdańskiego Jakuba.
Święto patronalne obchodzone jest 7 lipca (24 czerwca według starego stylu).